# Don Kirshner
Don Kirshner (17. dubna 1934 – 17. ledna 2011) známý jako „The Man With Golden Ear“ (česky: „Muž se zlatým uchem“) byl americký hudební vydavatel, hudební producent a skladatel. Dal dohromady úspěšné popové skupiny, jako jsou The Monkees, Kansas, a The Archies.

## Mládí
Don Kirshner se narodil v židovské rodině Gilbertu Kirshnerovi a Belle Jaffe v Bronxu v New Yorku. Vystudoval střední školu George Washingtona na Manhattanu a ve studiu pokračoval na vysoké škole Upsala East Orange v New Jersey.

## Kariéra
Svého prvního úspěchu Kirshner dosáhl v roce 1950 a brzy v roce 1960 jako spoluvlastník Newyorského hudebního vydavatelství Aldon Music. Pomáhal zahájit kariéru novým zpěvákům a skladatelům, včetně Bobbyho Darina s nímž spolupracoval na řadě reklamních znělek.

## Donova nahrávací studia
Kirshner měl tři nahrávací studia, prvním byl Chairman Records v němž v roce 1963 vydal hit „Martian Hop“ od The Ran-Dells. Později měl další dvě nahrávací studia a to Calendar Records, ve kterém prosalvil The Archies a Kansas. Třetím studiem bylo Dimension Records.